# Пари језик
Пари језик је језик из породице нило-сахарских језика, нилотска грана. Њиме се служи око 28.000 становика вилајета Источна Екваторија у у Јужном Судану. Користи латинично писмо.